# Palazzo Caprini
Palazzo Caprini, kallat Rafaels palats, var ett palats i Rom, beläget vid dagens Via della Conciliazione i Rione Borgo. Det ritades av Donato Bramante omkring år 1510 för den apostoliske pronotarien Adriano de Caprinis och införskaffades år 1517 av målaren Rafael.
Palazzo Caprini kom att bli betydelsefullt för 1500-talets palatsbyggen. Bramante byter ut den typiska trevåningsfasaden mot två våningar; den utpräglat rusticerade bottenvåningen bär upp den mera elegant artikulerade piano nobile. Övervåningens fönster med pediment flankeras av engagerad kopplade kolonner av toskansk ordning, vilka bär upp ett entablement med en dorisk fris. Bramantes arkitektoniska formspråk kom att influera Andrea Palladio och Inigo Jones samt Claude Perraults design av Louvrens östfasad.
Palazzo Caprini revs år 1938 vid anläggandet av Via della Conciliazione. 

## Bilder
| - Palazzo Caprini. Teckning av Andrea Palladio. - Palazzo Porto i Vicenza, ritat av Andrea Palladio. |

### Webbkällor
- ”Palazzo Caprini” (på engelska). Encyclopædia Britannica. Arkiverad från originalet den 8 december 2021. https://archive.md/vFcty. Läst 8 december 2021.